# Eurodryas lucana
Eurodryas lucana är en fjärilsart som beskrevs av Hartig 1968. Eurodryas lucana ingår i släktet Eurodryas och familjen praktfjärilar. Inga underarter finns listade i Catalogue of Life.